# Hlásná Lhota (Záblatí)
Hlásná Lhota (v letech 1921–1990 Hlasná Lhota, německy Wihořen nebo Wihorzen) je malá vesnice, část obce Záblatí v okrese Prachatice v Jihočeském kraji. Nachází se asi jeden kilometr jihozápadně od Záblatí. Hlásná Lhota je také název katastrálního území o rozloze 4,17 km².

## Název
Přívlastek hlásná v názvu vesnice je odvozen od povinnosti obyvatel konat službu hlásných na hradě Hus. Také původní jméno Běhařovka vycházelo ze služby obyvatel poskytované hradu v podobě běhařů či běhounů, tj. rychlých poslů. V písemných pramenech se název vesnice objevuje ve tvarech: Byharzowka (1359), Hlasna Lhota (1456), Wieharsen (1528), Wyhorschen (1595), Wihoržy (1720), Wihoržen a Wyhoržy (1790) nebo Wihorzen a Hlasna Lhota (1840).

## Historie
První písemná zmínka o vesnici pochází z roku 1359.

## Přírodní poměry
Podél západního okraje katastrálního území se nachází přírodní rezervace Kaňon Blanice.

## Fotogalerie

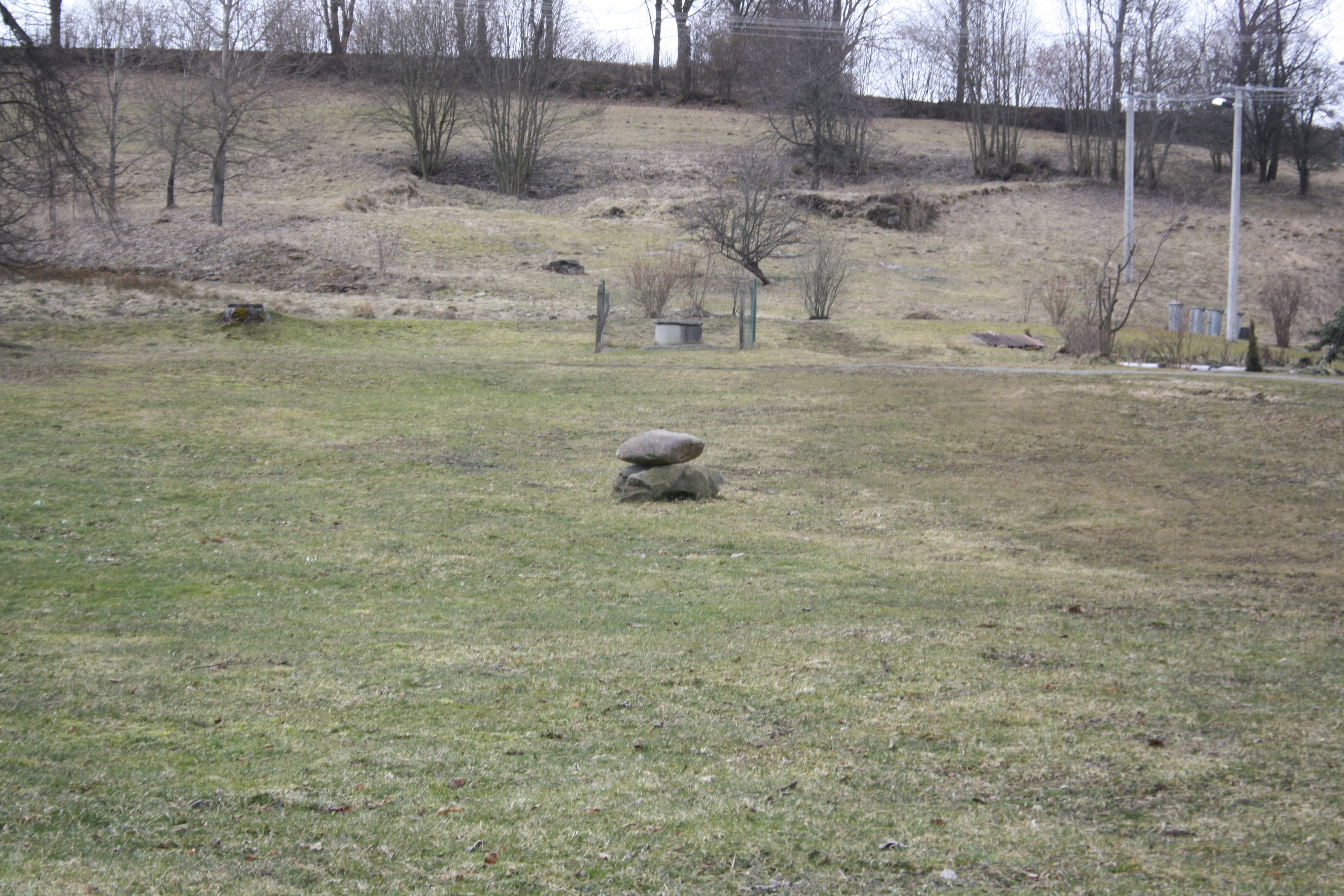
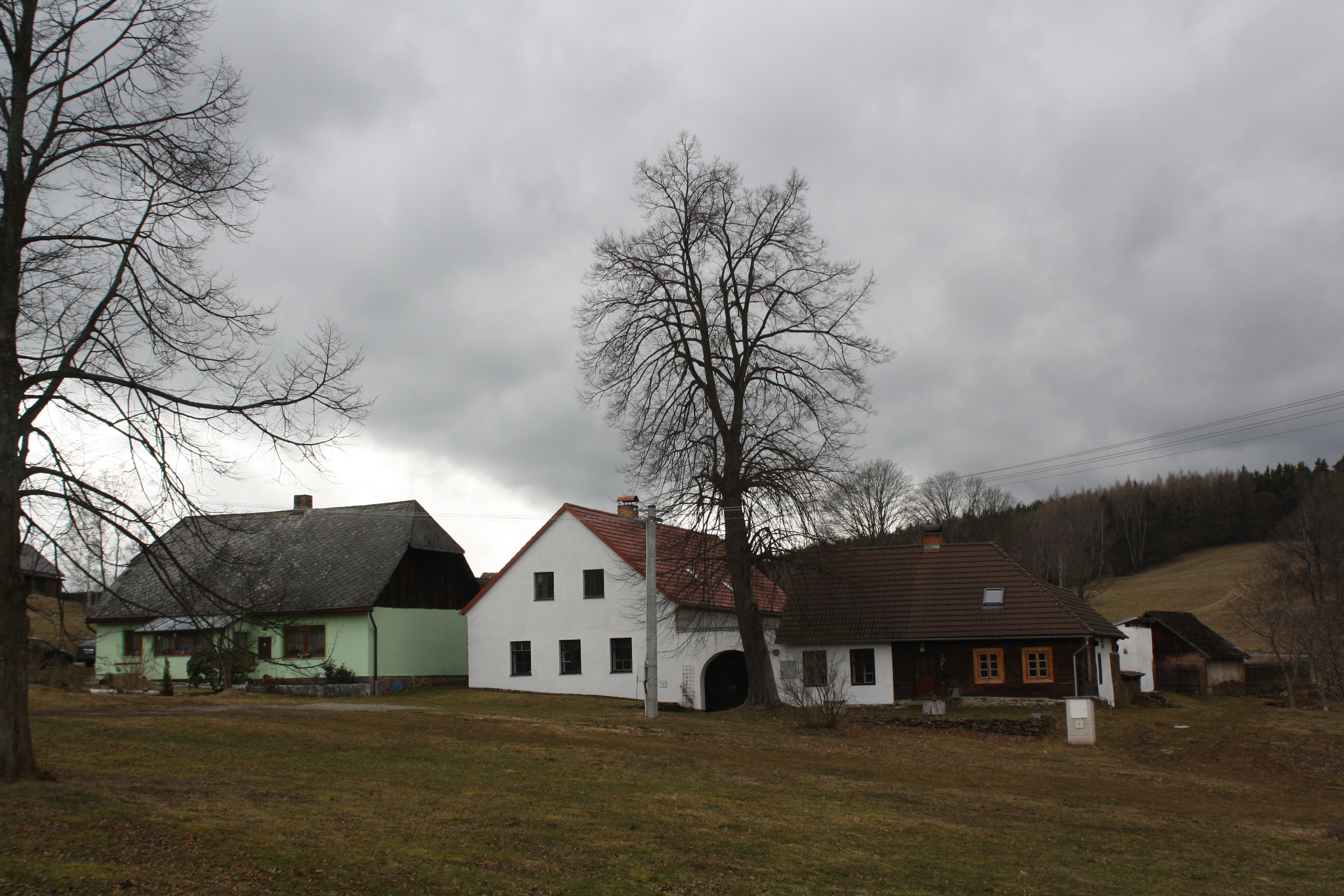
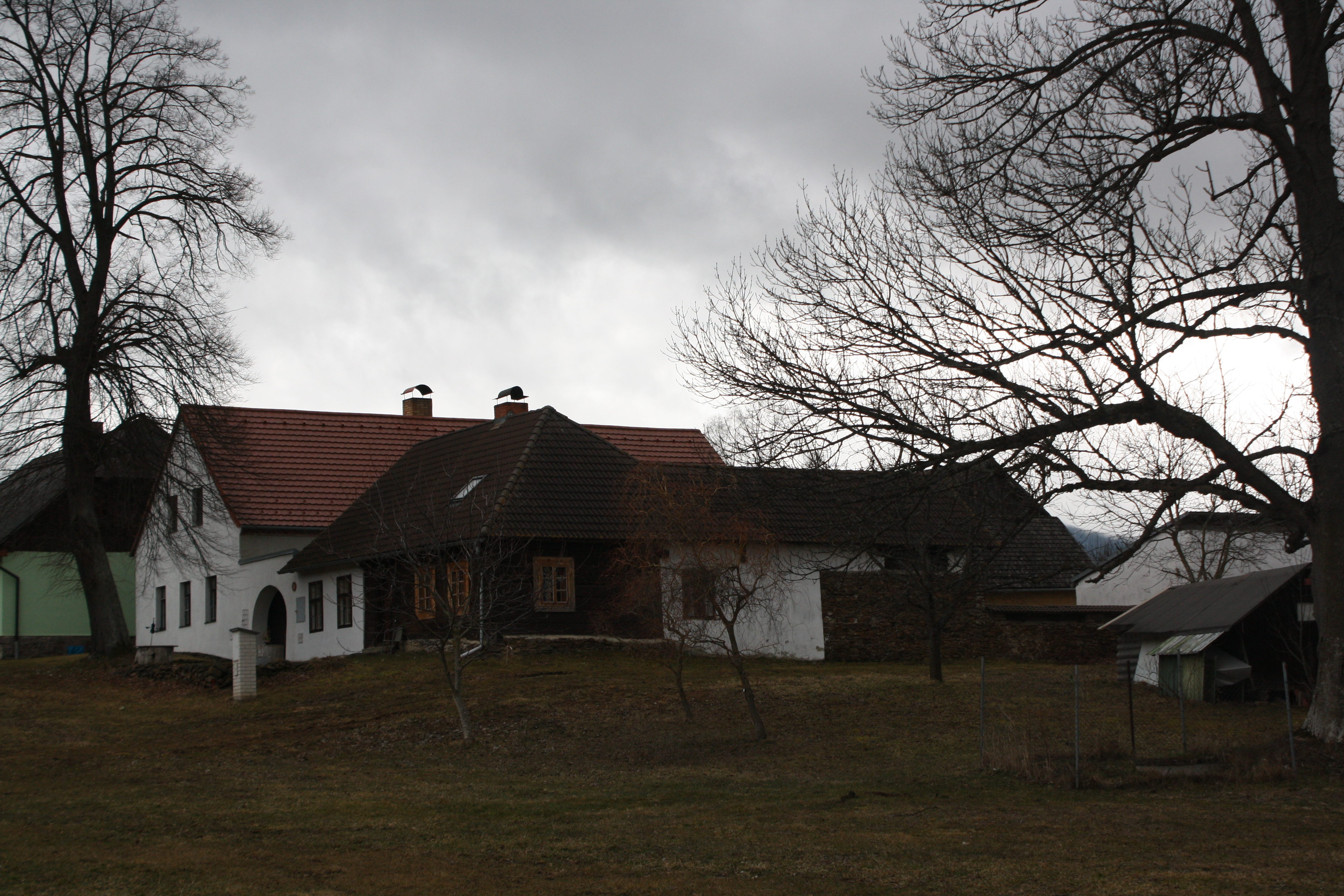
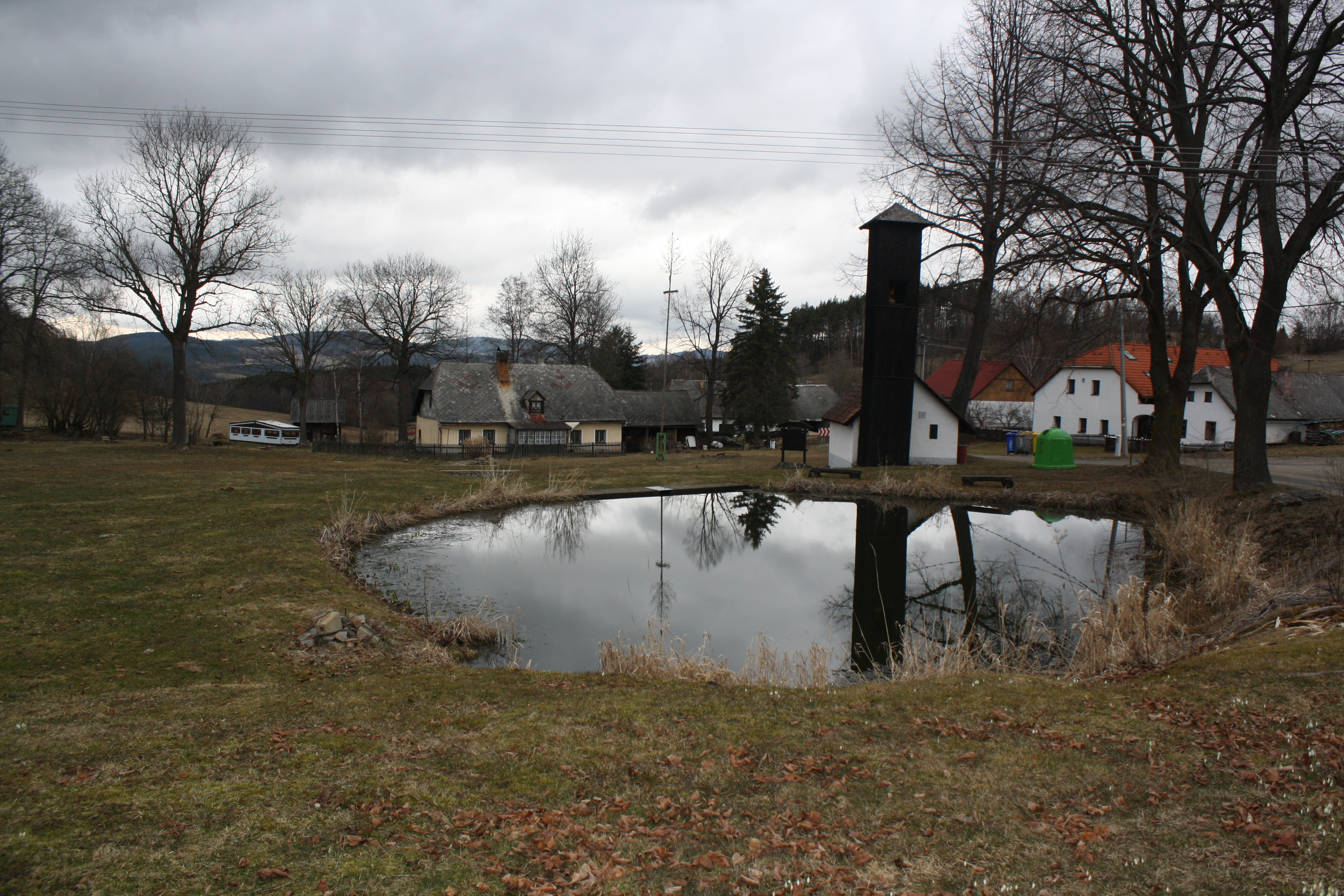

## Obyvatelstvo
| Rok            | 1869 | 1880 | 1890 | 1900 | 1910 | 1921 | 1930 | 1950 | 1961 | 1970 | 1980 | 1991 | 2001 | 2011 | 2021 |
| -------------- | ---- | ---- | ---- | ---- | ---- | ---- | ---- | ---- | ---- | ---- | ---- | ---- | ---- | ---- | ---- |
| Počet obyvatel | 241  | 269  | 239  | 206  | 206  | 195  | 215  | 66   | 84   | 65   | 31   | 22   | 14   | 20   | 24   |
| Počet domů     | 34   | 41   | 41   | 38   | 39   | 39   | 44   | 16   | 16   | 12   | 8    | 8    | 19   | 20   | 22   |

## Obecní správa
Při sčítání lidu v letech 1850–1962 Hlásná Lhota byla osadou obce Křišťanovice v okrese Prachatice. Od roku 1963 je částí obce Záblatí v okrese Prachatice.